# Cross Slab von Loch Kinord

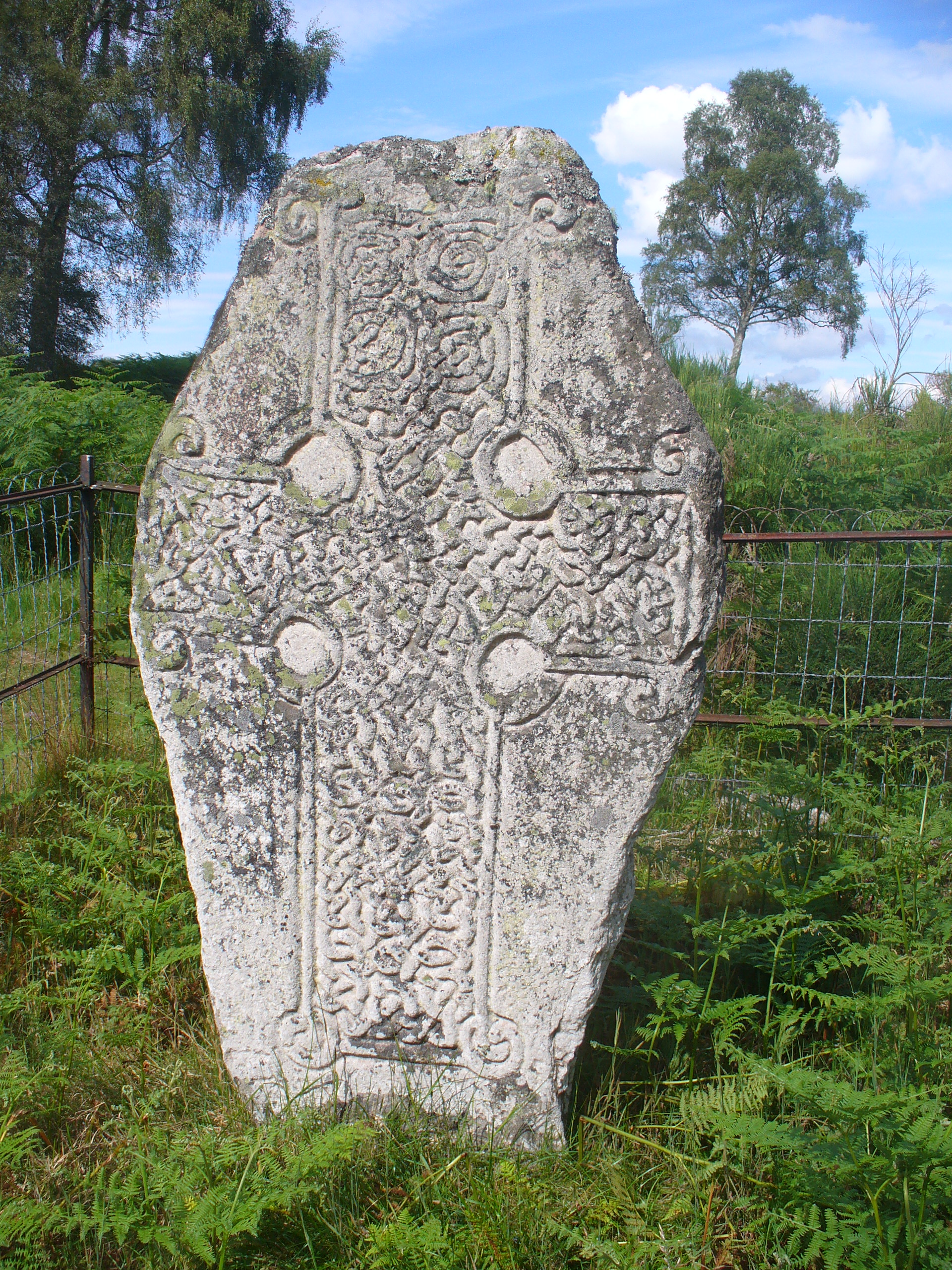
Cross-Slab von Loch Kinord

Der Cross Slab von Loch Kinord (auch Aboyne Castle oder Celtic Cross slab genannt) steht nahe dem Nordufer des Sees Loch Kinord in Aberdeenshire in Schottland.
Die etwa 1,9 m hohe, 0,94 m breite und etwa 0,3 m dicke Kreuzplatte der Klasse III stammt aus dem 8. oder 9. Jahrhundert, ist aus pinkfarbenem Granit und stellenweise beschädigt. Mitte des 19. Jahrhunderts stand der Stein in der Nähe der zerstörten Kapelle auf einer Anhöhe am Nordufer des Loch Kinord, später wurde er auf dem Gelände des Aboyne Castle aufgestellt. 1959 wurde er restauriert und in die Nähe seines ursprünglichen Standortes zurückversetzt sowie mit einer Einzäunung versehen.

## Beschreibung

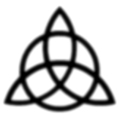
Triqueta

In die etwa rautenförmige Platte ist auf einer der breiten Flächen ein kunstvolles Ringkreuz in Relief geschnitzt, das den größten Teil des verfügbaren Platzes einnimmt. Das Kreuz ist mit durchgehendem Flechtwerk gefüllt, das in den Seitenarmen den Eindruck von Triqueta-Knoten vermittelt und im oberen Arm vier Ringknoten bildet. Das Kreuz wird von einem Rollband umrissen, das sich an den Ecken der Armenden zu einer Spirale und an der Basis des Schaftes zu einer Halbspirale formt. Die runden Achsellöcher sind durch Kreisbögen geschlossen. 
Westlich des Lochs befindet sich der Burn O’Vat, eine Schlucht mit Besucherzentrum, während im Osten des Lochs ein Crannóg, eine künstliche Insel, und südlich des Sees das Souterrain von Kinord liegen.